# Ken Warby
Pour les articles homonymes, voir Warby.
Ken Warby (né le 9 mai 1939 à Newcastle et mort le 20 février 2023) est un pilote australien de bateau à moteur qui détient le record de vitesse aquatique de 511,128 kilomètres à l'heure (317,60 mph). 
Ce record fut établi avec le bateau Spirit of Australia au barrage Blowering Dam, en Nouvelle-Galles du Sud à environ 400 km au sud-sud ouest de Sydney le 8 octobre 1978.